# Sushi
El sushi o suixi (en japonès, 鮨) és una preparació culinària d'origen japonès a base d'arròs cuit premsat i aromatitzat amb vinagre d'arròs i adornat amb altres ingredients, inclosos mariscs crus o cuits, peix marí cru o ous de peix, verdures, carn cuita o ou a la part superior o enmig, i que pot estar embolicat o no amb algues, habitualment alga nori.
Les varietats més conegudes del sushi són els maki, els niguiri o els temaki, i se serveixen per peces. Es mengen amb la mà o amb l'ajut de bastonets i generalment solen anar acompanyats de salsa de soia i wasabi. Curiosament el terme sushi se sol fer extensiu al sashimi, que és un plat a base de filets de peix cru, mol·luscs o crustacis però sense arròs.
Aquest plat és un plat popular de Hong Kong i un dels màxims representants de la gastronomia japonesa, la qual s'ha estès internacionalment en els últims anys.

## Etimologia
La paraula sushi ve del japonès on significa arròs amarg. Era la forma sufixal de l'antiga paraula narezushi, la qual es referia a l'arròs fermentat amb peix cru. La paraula sushi es relaciona amb l'arròs i no amb el peix, ja que la partícula su significa vinagre i shi ve de meshi que vol dir arròs.
Quan porta peix cru a sobre s'anomena nigiri, paraula composta per ni (dos) i giri (dits), que fa referència a la mida que té el tros de peix. Per una altra banda, quan només porta peix cru, sense arròs, ja no és sushi. S'anomena sashimi, terme que fa referència al peix enfilat.

## Història
El sushi va començar com una forma de conservar el peix i va anar evolucionant fins a convertir-se en un dels plats més coneguts avui en dia del Japó. No se sap exactament quan es va introduir, es pensa que va arribar al segle iv aC al Japó amb la introducció del cultiu d'arròs, mentre que altres suggereixen que van ser els monjos budistes qui probablement van introduir el sushi a la tornada dels seus estudis de la Xina al segle vii dC Per altra banda, se sap que la primera referència de la paraula sushi al Japó va ser a principis del segle viii dC.
El peix conservat en arròs s'enviava a Kyoto, la capital, com a pagament d'impostos. Aquest "sushi" més antic es denominava zushi-nare i generalment es preparava amb carpa. La seva preparació consistia a intercalar el peix amb arròs i sal i premsar-lo amb una pedra pesada durant unes poques setmanes, després es canviava per una coberta més lleugera. Durant el procés de fermentació, l'arròs produeix àcid làctic, causant així el decapatge del peix. El producte final s'obtenia aproximadament després d'un any. Era costum, en aquell moment, menjar el peix i rebutjar l'arròs.
A mitjans del segle xv, els japonesos començaven a introduir l'esmorzar, menjant així tres plats al dia. A més, l'arròs es va començar a bullir, en comptes de coure-ho al vapor. El sushi es continuava fent per fermentació amb arròs, encara que, amb el pas dels anys, es va començar a reduir el temps de processament i a menjar l'arròs juntament amb el peix.
Posteriorment a principis del segle xvii, la capital es va traslladar a l'antiga capital imperial, Edo (Tòquio actualment). Això va originar un increment de la producció dels aliments com l'arròs, donant lloc a l'elaboració de subproductes com el vinagre d'arròs. Aquest fet va produir un gran canvi en el processament del sushi, ja que en comptes de deixar fermentar l'arròs de manera natural per produir àcid làctic, s'afegia vinagre d'arròs, fent que el procés fos molt més ràpid, d'unes hores o pocs dies. Tot i això, el sushi encara es premsava en una caixa i el peix se seguia tractant, no es consumia cru.

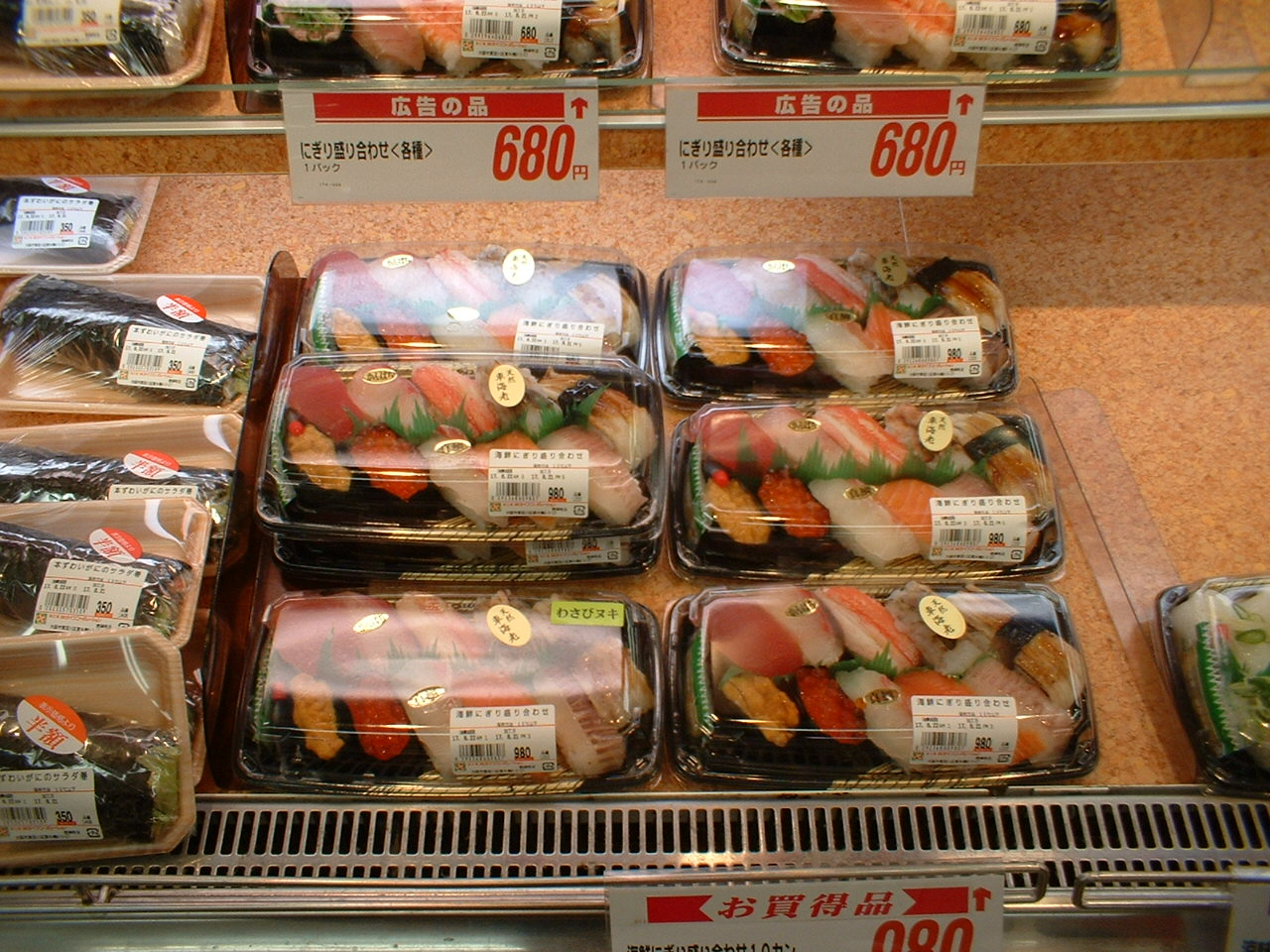
Peces de sushi empaquetades per a la venda en un supermercat d'Osaka, al Japó

A principis del segle xix, Yohei Hanaya va crear la primera parada de sushi i va crear una variació de la recepta, el nigiri sushi, semblant al que consumim actualment. Hanaya va ser el primer a introduir un tall de peix cru en l'arròs amb vinagre i també el primer a modelar-ho manualment. Aquest estil de sushi va reduir el temps de preparació i va ser un gran èxit en Edo, ja que els habitants d'aquesta ciutat eren coneguts per la seva impaciència. Es podria dir que va significar el començament del sushi com menjar ràpid dins del Japó.
Durant la segona guerra mundial es va incrementar la popularitat d'aquests llocs portàtils de sushi. Tot i això, encara hi havia xefs que realitzaven la preparació de premsatment tradicional. Després de la guerra van començar a desaparèixer aquestes parades als carrers. Tòquio es va anar convertint en una metròpoli més moderna i influenciada occidentalment, inclosos els canvis en la planificació urbana.
Amb l'arribada de la refrigeració moderna a principis del segle xx, el sushi va canviar respecte al seu processament, permetent que el peix fresc durés més temps. En les últimes dècades, el de sushi ha adquirit gran diversitat i versatilitat, estant disponible tant en els entorns més elegants, així com en botigues, cafeteries, aeroports i supermercats.

## Preparació
Abans de servir el plat de sushi aquest es pot elaborar i preparar de diferents maneres:
- Sushi lliure (chiarashi sushi): chiarashi significa “escampar”, és a dir, que en comptes de modelar l'arròs, com en altres classes de sushi, aquí els altres ingredients com el peix i les hortalisses, es distribueixen sobre l'arròs, o es barregen amb el mateix. Hi ha dos tipus de sushi lliure: edomae chiarashi sushi (sushi l'estil de Tòquio) i el gomoko sushi (sushi a l'estil de Kansai). Al primer tipus es distribueixen les peces de peix per sobre de l'arròs, i en canvi, en el segon tipus, es barregen els altres ingredients amb l'arròs.[5]
- Sushi farcit (inari sushi): aquesta forma de sushi utilitza ingredients cuits com truites, fulles de col o tofu fregit com embolcall per a l'arròs del sushi. Altres dels ingredients cuits es barregen amb l'arròs i s'utilitzen com a cobertura o farciment.[5]
- Sushi premsat (oshi sushi): aquesta és la forma més antiga de sushi, desenvolupada probablement a partir de l'antic mètode de conservar el peix compactant-lo en caixes d'arròs fermentat. En aquesta preparació, l'arròs i la resta d'ingredients es premsa en un motlle de fusta per sushi fins a formar un bloc, que després es talla en porcions petites i està llest per menjar.[5]
- Sushi enrotllat (maki sushi): aquest tipus de preparació és la més popular. Es prepara amb arròs i peix, hortalisses o truita enrotllat en forma de cilindre envoltat amb l'alga nori. Existeixen molts tipus de sushi enrotllat i amb diversos farciments.[5]
- Sushi modelat a mà (nigiri sushi): és una incorporació que té menys de 200 anys. Nigiri significa “prémer”, per això, quan un chef prepara aquest tipus de sushi ha de modelar una petita quantitat d'arròs formant un oval. Després afegeix una petita quantitat de wasabi, i per acabar, col·loca una cobertura a pressió, generalment de peix. És una varietat molt fàcil i ràpida de preparar.[5]

## Estils i varietats
El tret fonamental del suhsi (o sushi-meshi) és l'arròs aromatitzat amb vinagre d'arròs i segons la manera com es farceixi aquest i la manera en la qual estigui disposada l'alga nori, en trobem diferents varietats:

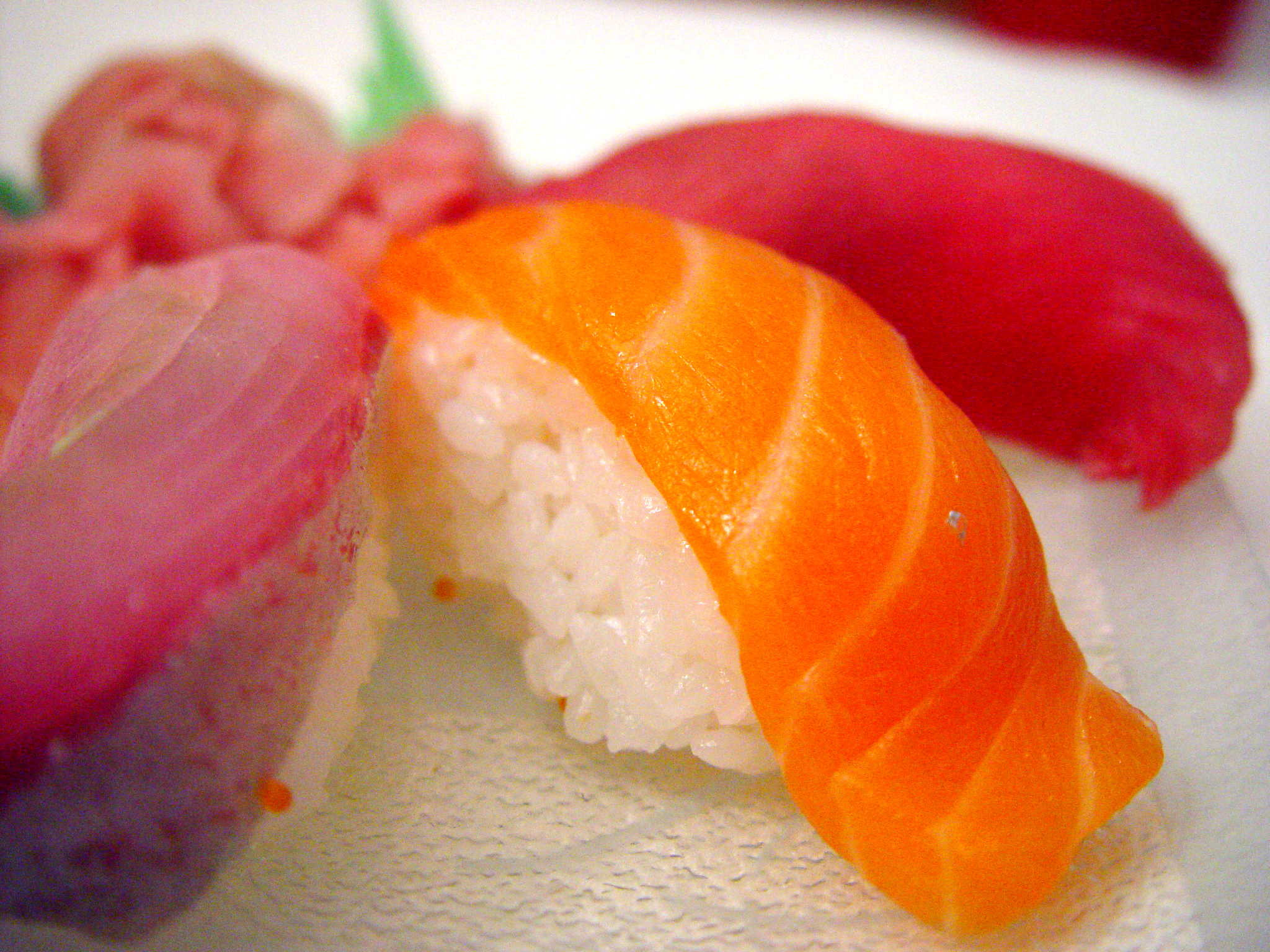
Nigiri de maguro i sake

### Niguirisushi
Els niguiris són boles ovalades d'arròs recobertes amb talls de peix o altres ingredients com gambes, pop, sípia o calamar i de vegades poden portar una tira d'alga nori. Van néixer a Tòquio als primers anys del segle xix.

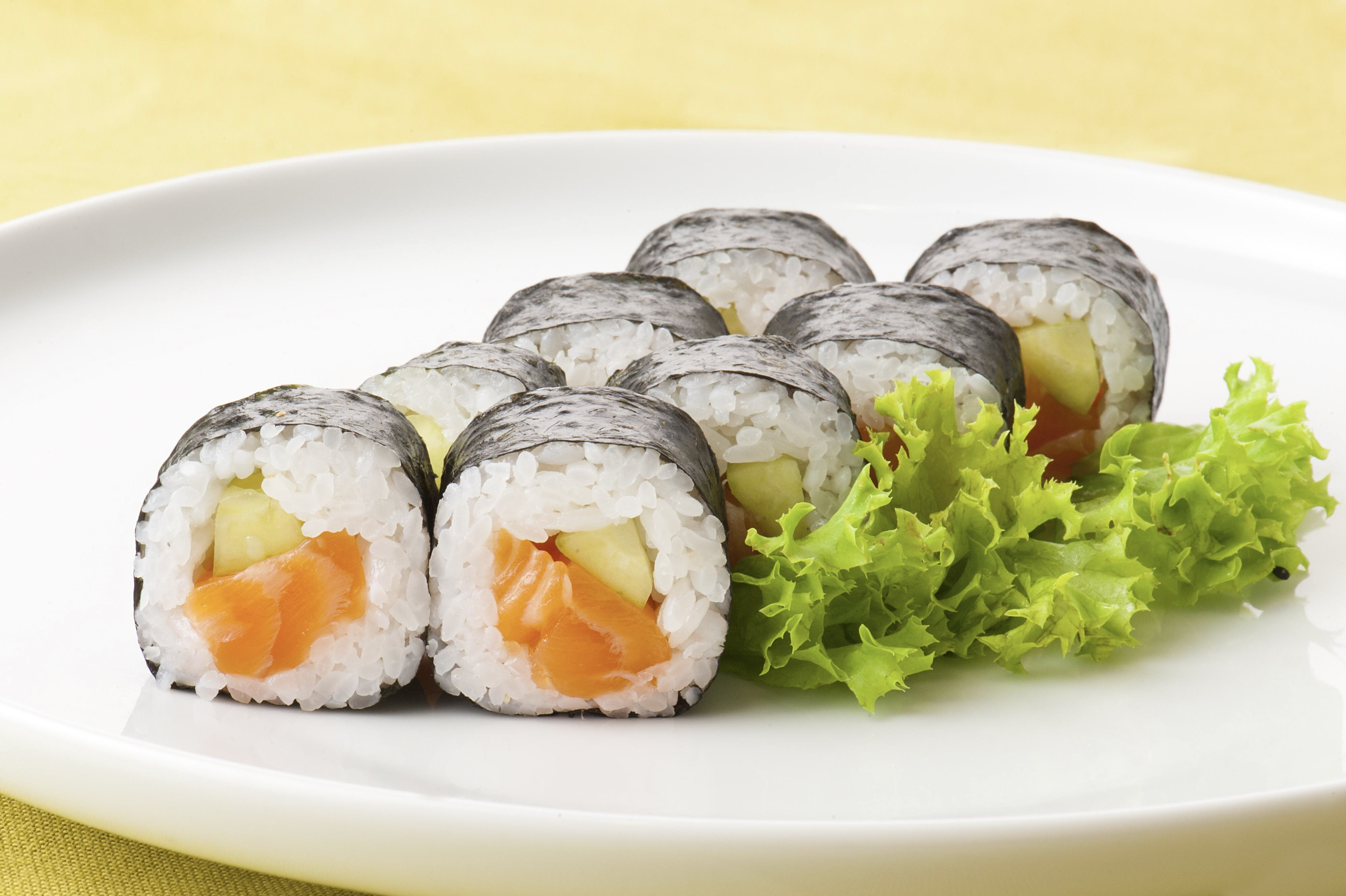
Maki sushi

### Maki sushionorimaki
El maki sushi és sushi enrotllat d'alga nori que es preparen amb l'estora corresponent (anomenada makisu). Són els més populars en la cuina familiar, ja que permeten l'ús d'aliments sobrants d'altres preparacions com mol·luscs, marisc o peix, i també ingredients més econòmics com verdures o truita. Entre les varietats més esteses hi ha els kappamaki (farcit de cogombre) o els tekkamaki (farcits de tonyina crua).

### Futomaki
El futomaki és sushi semblant al maki però més grans farcits d'ingredients generalment colorits i sovint es combinen ingredients crus i cuits.

### Chirashisushi
El chirashi sushi es prepara disposant l'arròs en un bol lacat i distribuint per sobre, de manera decorativa, diferents tipus de peix cru i altres guarnicions. Són típics de la zona de Kyoto i són senzills de preparar i presentar.

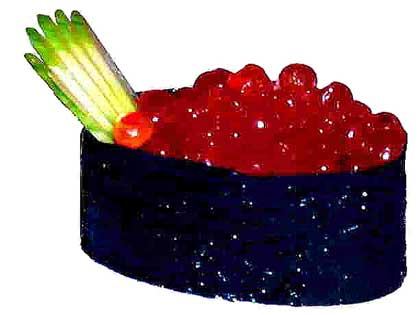
Gunkamaki

### Gunkanmaki
El gunkanmai és una bola d'arròs d'uns 25 grams amb una mica de wasabi i decorada amb ous de salmó, eriçó de mar o gambes. Aquesta bola es rodeja totalment amb un tros d'alga nori tallada a mida.

### Temaki sushi
El temaki sushi és arròs envoltat d'alga nori amb la diferència que aquest té una forma de conus. Al Japó es fan preferiblement a les cases particulars, ja que la seva elaboració és fàcil. Entre els ingredients en aquest cas destacaran el wasabi, la maonesa, la truita, pernil cuit o formatge, l'enciam, gambes cuites o el peix cru entre d'altres.

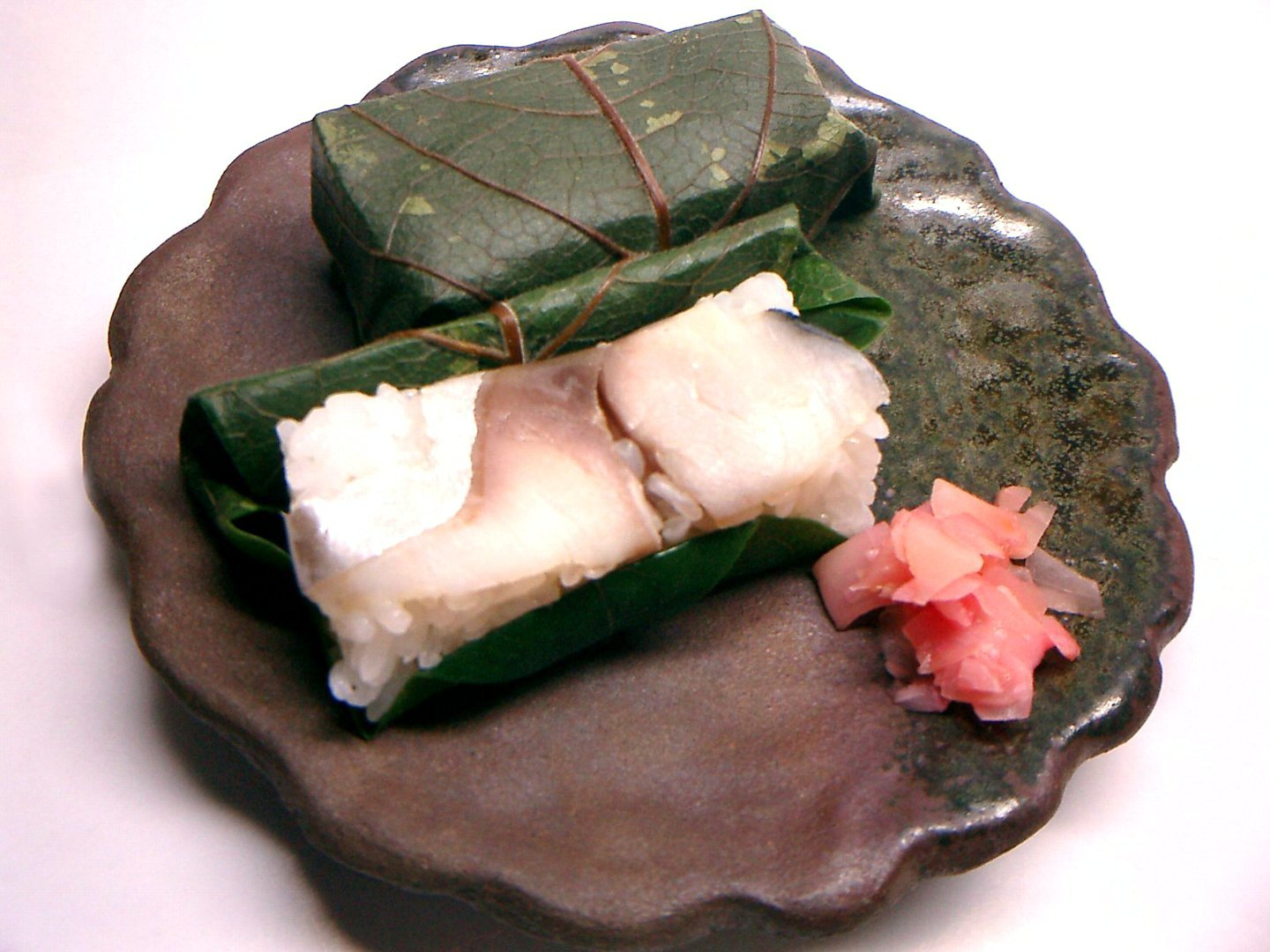
Kakinohazushi

## Conservació delsushi
Les temperatures adequades per conservar el sushi són aquelles inferiors a 4 °C i si es congela ha de ser a -18 °C o temperatures inferiors, a causa del fet que el creixement bacterià és inhibit pel fred, sobretot els bacteris sulfat-reductors (els quals estan relacionats amb el deteriorament el peix), fent així que l'aliment trigui més a ser malmès. Tot i que les comunitats bacterianes que s'estableixen convergeixen en una estructura i densitat similar, una temperatura adequada fa que la capacitat de càrrega trigui més a assolir-se, allargant així la vida útil del d'aquest aliment.
Malgrat el conjunt de directrius de congelació aparentment sòlid del Codi alimentari de la FDA, l'aplicació real d'aquestes pautes requereix inspeccions freqüents i una estricta vigilància dels establiments de marisc i restaurants de sushi que en la pràctica són difícils de fer complir.

## Com menjarsushi
Els elements bàsics al moment de consumir sushi són: un plat, hashi (o bastonets de fusta), hashi oki (o posa-bastonets), wasabi i gari (o gingebre).
- Abans de començar a menjar: el millor que podem fer en entrar a un restaurant és preguntar-li directament al cuiner (itamae) quin sushi ens recomana per a aquell dia, el contrari seria una total falta de respecte. Una alternativa és el (omakase), és a dir, posar-nos en mans del xef perquè ell triï quin sushi ens servirà, en quin ordre i a quin preu, una mena d'un menú degustació.[10]
- A l'hora de menjar: Els japonesos aconsellen menjar-ho directament amb la mà, fins i tot de vegades molt formals, però també es pot menjar amb bastonets de fusta. Tot i això, s'ha d'evitar l'ús d'utensilis metàl·lics com ara forquilles, culleres o pinces, ja que el metall altera el gust del menjar.[10]
- Per començar es posa una quantitat de salsa de soja en una safata petita. Tot i que és habitual veure que es dilueix wasabi en la soja amb un bastonet, el més recomanable és no afegir-hi res a la salsa de soja. El xef ja ha posat la quantitat necessària de wasabi a la preparació i no cal afegir-ne més. Tot i això, si es vol un gust més fort, el més recomanable és posar el wasabi directament sobre la peça de sushi que es vulgui.[10]
- És aconsellable no menjar wasabi en gran quantitat (ni directament) perquè és molt picant i amagaria les subtileses gustatives de la preparació.[10]
- Agafar una peça de sushi, amanida si es vol amb wasabi, amb els bastonets i sucar-la molt lleugerament a la salsa de soja per la part del peix o cobertura, no pas per l'arròs, tenint cura de no descompondre la peça.[10]
- Portar la peça completa a la boca i menjar-la d'un cop, assaborint-ne la complexitat de gustos simultanis.[10]
- Quan no s'estiguin usant els bastonets, deixar-los sobre el hashi-oki o sobre el plat.[10]
- No es considera de bona educació donar menjar a un altre comensal amb els mateixos bastonets, ni jugar amb ells, mantenir-los separats, punxar el menjar (que es considera un símbol de la mort), o moure'ls per l'aire.[5]
- Entre els diferents tastets de diferent gust es pot menjar trossos de gari, o gingebre, que ajuda a netejar el paladar dels sabors.[10]
- Tractar de deixar el plat completament net d'aliment, especialment d'arròs.[10]

## Consells pels consumidors
La preparació del sushi implica una gran manipulació d'aliments i com la majoria de sushi es consumeix cru això augmenta els riscos de seguretat alimentària associats amb sushi. Moltes toxiinfeccions alimentàries van vinculades amb el sushi i són causades pel mateix maneig d'aliments. Per garantir un maneig adequat dels aliments, i per assegurar-nos d'una posterior seguretat alimentària a l'hora de menjar el plat de sushi, s'han de tenir en compte diferents recomanacions:
- Rentar-se les mans abans de preparar sushi i després d'usar el vàter, fumar, menjar i tocar aliment.
- Les persones que estan malaltes amb vòmits, diarrea o febre no han de preparar els aliments, per evitar toxiinfeccions alimentàries.
- Utilitzar només equips nets i esterilitzats.
- Mantenir tots els aliments potencialment perillosos sota refrigeració fins a l'ús.
- L'addició d'una solució de vinagre (acidificació) és necessari per assegurar que el pH de l'arròs de sushi és inferior a 4.2 per inhibir el creixement bacterià.
- Observar el manteniment i neteja general del local: la paret, el terra, el sostre i els equips refrigeradors de visualització d'aliments.
- Fixar-se si els utensilis de la taula són nets i ordenats.
- Observar l'aspecte general del plat a menjar.
- Comprovar que el sushi i el sashimi estiguin prou freds.
- Observar la qualitat de l'arròs que hauria de ser suau i blanc. Així com la peix i marisc que hauria de ser brillant i transparent.
- Corroborar la data de caducitat si l'aliment es troba envasat.
- Les persones que opten per menjar marisc cru han de ser educades sobre els riscos potencials i sobre com evitar-los. En particular, els individus immunodeprimits, les persones afectades per la diabetis i les persones grans, haurien d'advertir-se que no poden menjar mai marisc cru.

## Beneficis per la salut
La dieta típica japonesa basada en arròs i peix és coneguda pels beneficis que produeix per a la salut. A més dels avantatges nutritius de l'arròs i el peix, hi ha diversos components perifèrics com les algues, la salsa de soja i el wasabi que també aporten efectes beneficiosos. El sushi és un aliment pobre en calories, encara que depèn una mica del tipus de peix que s'utilitzi i de la quantitat d'arròs utilitzada, sent aquesta la principal font d'hidrats de carboni i proteïnes.

### Peix i marisc
Podem trobar diferents tipus de peix i marisc al sushi amb diferents calories. Per exemple els peixos blancs o el marisc, com el llobarro, el pagre colorat o els crustacis tenen menys de 100 calories per 100 g. Altres tipus de peixos més grassos com el verat, l'anguila, la tonyina o el salmó tenen aproximadament 200 calories per 100 g. Aquests són rics en àcids grassos omega-3 i contribueixen a la prevenció de malalties del cor, vessaments cerebrals i artritis.

### Algues
Les algues Nori són utilitzades per a l'elaboració d'alguns tipus de sushi i són baixes en calories i riques en nutrients. Aquestes algues contenen altes quantitats de minerals com el calci, el magnesi, el fòsfor, el ferro, el iode i el sodi. A més també trobem en elles proteïnes i vitamines A, B1, B2, B6, C i niacina. Alguns dels seus beneficis són prevenir el colesterol i eliminar metalls pesants del cos humà. Donat al seu alt contingut en sodi aquesta alga no és recomanable per a persones que tinguin una dieta restringida en aquest material.

### Salsa de soja
Aquesta salsa es prepara a partir de mongetes de soja fermentades, que són riques en proteïnes, magnesi, potassi i ferro. Aquests derivats proporcionen fitoestrògens i se solen utilitzar per tractar problemes associats a la menopausa. En els últims anys s'han realitzat modificacions d'aquest producte com la disminució del contingut en sodi o l'eliminació de la presència de blat, sent això últim important per a aquelles persones al·lèrgiques a aquest.

### Wasabi
El wasabi és una arrel picant rica en vitamina C que s'utilitza per condimentar i desinfectar el peix cru. Altres components d'aquest aliment són els betacarotens, glucosinolats i isotiocianatos que tenen propietats antibacterianes. Alguns estudis sobre asma i trastorns respiratoris han descobert que el wasabi pot ajudar a reduir l'excés de moc millorant així les condicions per a aquestes persones.

### Vinagre d'arròs i gingebre
El vinagre d'arròs té característiques antibacterianes, per això s'ha fet servir durant molt de temps per conservar aliments. A més facilita la digestió i redueix el risc d'elevar la tensió arterial. Per altra banda el gingebre igual que el vinagre, és un antisèptic natural i també facilita la digestió.

## Toxiinfecions alimentàries
El sushi, com qualsevol element alimentari, té el potencial de causar malalties multifactorials: provocades per patògens virals, bacterians i paràsits en determinades circumstàncies. Tot i que el més habitual és que no s'arribi a conèixer mai quin n'és l'origen, al darrere d'una toxiinfecció alimentària poden haver-hi molts factors: manipuladors d'aliments contagiats o portadors, la manca d'higiene, la cocció insuficient dels aliments, una conservació deficient, l'excés de temps transcorregut des de la preparació fins al consum, i molts altres factors. Si es fa una cocció absoluta dels productes del mar, s'eliminaran pràcticament tots els patògens microbians i paràsits, però no es destruiran alguns metabòlits tòxics microbians.
Per això, algunes de les malalties produïdes per patògens més habituals en el sushi, i més concretament en el peix cru són:

### Anisakiosi
L'anisakiosi, també coneguda com a malaltia de cucs d'areng, és causada per la ingestió de marisc cru contaminat per larves de nematodes d'Anisakis. És una malaltia comuna al Japó, no obstant això, a causa de l'augment de la popularitat de la gastronomia japonesa, tots els consumidors de sushi necessiten estar familiaritzats amb aquesta malaltia. Tot i que Anisakis spp. pot causar dos tipus diferents de patologies: reacció al·lèrgica immediata o reacció inflamatòria, l'anisakiosi només fa referència a aquesta última.
Es caracteritza per produir parasitosis de les vies gastrointestinals humanes que sol manifestar-se amb dolor abdominal de tipus còlic i vòmits. El diagnòstic es confirma amb la identificació de larves de 2 cm de llarg aproximadament, que envaeixen la cavitat bucofaríngia, o per l'observació de les larves en exàmens gastroscòpics o en teixit extirpat quirúrgicament.
La legislació europea i espanyola obliga a fer que els productes de la pesca no es posin a la venda amb paràsits visibles. A més, la legislació nacional obliga a aquests establiments a posar en coneixement dels consumidors que els productes de la pesca per consumir crus o després d'una preparació que sigui insuficient per matar els paràsits, han estat sotmesos a congelació. Si no disposa d'aquesta informació, el consumidor la pot sol·licitar.
Per tant, els establiments que serveixen menjar als consumidors finals o a col·lectivitats o que elaboren aquests productes per a la seva venda al consumidor final, han de garantir que els productes de la pesca per consumir crus o després d'una preparació que sigui insuficient per destruir els paràsits han estat prèviament congelats en les condicions establertes per la legislació.

### EspèciesVibrio
Hi ha diverses espècies bacterianes de Vibrio causants d'algunes toxiinfeccions que es troben al peix cru, per tant, també les trobem al sushi. L'espècie bacteriana, Vibrio parahaemolyticus s'ha associat amb el consum de peix i  marisc cru i poc cuit, especialment ostres. És un aïllat marí comú, el qual només és probable que una petita fracció d'aïllaments marins sigui potencialment patògena. La infecció per aquests bacteris té un període d'incubació entre 12 i 24 hores, amb símptomes com diarrea, còlics abdominals, nàusees, febre, etc. La mort és extremadament rara però pot ocórrer en casos de deshidratació severa, principalment en pacients amb altres malalties de base.
Una altra espècie de Vibrio és Vibrio vulnificus, la qual també  s'ha trobat en ostres, cloïsses i cranc. En persones sanes, la ingestió d'aquests bacteris pot causar símptomes semblants a Vibrio parahaemolyticus. Però en persones amb malalties hepàtiques o sistemes immunològics debilitats, es pot produir una bacterièmia causant una infecció pel cos sencer que posa en risc la vida d'aquestes persones.
A més, les espècies de Vibrio poden causar infeccions de ferides a través de les ferides obertes exposades a l'aigua que conté els bacteris. Alguns exemples inclouen rascades quan obren ostres o treballen en vaixells.

### Altres possibles toxiinfeccions relacionades amb elsushi
Algunes espècies de mariscs refrigerats per  consumir-se han estat implicats en brots de listeriosi, una infecció causada pel bacteri grampositiu Listeria monocytogenes. Encara que l'augment de la vigilància de possibles fonts de contaminació ha reduït la freqüència de brots de listeriosi, la incidència entre les dones embarassades és aproximadament 20 vegades superior a la població general. La infecció materna pot ser asimptomàtica o pot presentar-se amb símptomes lleus, incloent-hi febre, dolors musculars i símptomes gastrointestinals. En canvi, la infecció fetal o neonatal sol ser greu i potencialment mortal.
Altre dels patògens de preocupació especial per a les dones embarassades és Salmonella enterica, ja que la infecció materna pot augmentar el risc de resultats adversos de l'embaràs, igual que en el cas de Listeria monocytogenes. Les malalties produïdes per Salmonella són més perilloses per a certes persones. Els símptomes d'infecció generalment apareixen entre 6 i 48 hores després de menjar un aliment contaminat, però poden demorar molt més. Aquests símptomes inclouen diarrea, febre i còlics estomacals, igual que en els altres casos de toxiinfeccions alimentàries.
Tot i això, ja no és necessari que les dones embarassades evitin aliments com el sushi i sashimi. Independentment de si els mariscs són crus o cuinats, les dones embarassades haurien de triar els peixos amb quantitats de mercuri baixes (per exemple, salmó i gambeta) sobre varietats amb quantitats més altes de mercuri (per exemple, tonyina fresca) per tal d'evitar tenir problemes més greus.

## Impacte global en l'actualitat
Els restaurants japonesos han conquerit el planeta, ja que en 40 anys el consum de sushi ha augmentat un 60%. El sushi ha estat venut com un aliment sa, exòtic i ric en omega 3. No obstant això, no tot són beneficis, perquè la seva gran popularitat i el seu excessiu consum ha provocat la pesca il·legal i conseqüentment ha perjudicat greument la població de peixos, concretament de tonyina vermella.
Als països industrialitzats es consumeix 28 milions de tones de productes marins a l'any, tant com els japonesos. A aquest ritme, la sobreexplotació per part de la indústria pesquera es preveu que acabi provocant l'extinció de quasi la totalitat de les espècies comercialitzables l'any 2050. És per això, que l'organització Greenpeace ja va clamar "Digui adéu al sushi!" l'octubre de 2015.